# تسرب النفط في جبل الزيت
تسرّب النفط جبل الزيت هو حادث تسرّب نفطي وقع شمال البحر الأحمر في 16 يونيو 2010، ويُعدّ الأكبر من نوعه في تاريخ مصر البحري. لوّث التسرب نحو 100 ميل (160 كيلومترًا) من السواحل، بما في ذلك شواطئ المنتجعات السياحية. وأفاد مسؤولون في شركات النفط بمدينة السويس بأن التسرب نجم عن تسرّب من منصة نفطية بحرية في منطقة جبل الزيت شمال مدينة الغردقة، تابعة لشركة جيسوم للنفط، وهي شركة مملوكة للدولة المصرية.

## التأثيرات البيئية
وقع التسرّب النفطي في مصر شمال البحر الأحمر، وسبّب تلوّثًا لعدد من المناطق السياحية على طول الساحل. وقد طال الضرر مناطق تُعدّ موطنًا لمواقع غوص شهيرة تتميّز بوجود شعاب مرجانية واسعة تحت الماء. كما تضررت عدد من الشواطئ والمنتجعات السياحية بشكل كبير.
كانت الحياة البحرية في منطقة الغردقة معرّضة لخطر بالغ، إلا أنه تبيّن لاحقًا أن الضرر الذي لحق بها كان محدودًا. ويعتقد العلماء أن الأضرار البيئية بقيت محدودة بفعل التيارات البحرية القوية والرياح التي دفعت النفط بسرعة بعيدًا عن الشعاب المرجانية تحت الماء باتجاه شواطئ الغردقة.
وتتميّز المناطق المتأثرة بتنوّع حيوي غني ونظام بيئي هش. وعلى الرغم من أن البيئة البحرية لم تتضرر بشكل كبير، فإن الناشطين في مجال حماية البيئة لا يزالون يعربون عن قلقهم إزاء كوارث محتملة في المستقبل قد تُشكّل خطرًا على الحياة البحرية.

## أعمال التنظيف
نُفّذت حملة تنظيف موسّعة في المناطق المتضررة من التسرب النفطي، تولّت تنفيذها الشركات النفطية. وخلال خمسة أيام من وقوع التسرّب، نُظف نحو 90% من الشواطئ والمناطق الساحلية المتأثرة بالحادث.
ورغم ذلك، بقيت آثار الضرر على الحياة البرية واضحة، حيث وُجدت سلاحف وطيور بحرية مغطاة بالنفط. وتُعدّ التسربات النفطية الصغيرة أمرًا شائعًا في المنطقة، بسبب وجود عدد كبير من منصات الحفر البحرية. إذ يعمل في البحر الأحمر وخليج السويس أكثر من 180 منصة نفطية، ما يُشكّل نسبة كبيرة من اقتصاد المنطقة.